# Calaso Filaci
Calaso Filaci (o Calasofilaci o Calazofilaci – dal greco chalaza, grandine e phylax, sentinella) era il nome di un gruppo di sacerdoti greci. 
Furono istituiti a Cleone, con la funzione di allontanare i cattivi effetti della grandine e dei temporali. Effettuavano ciò sacrificando un agnello o anche un pollo. Se col  sacrificio avveniva qualche sfavorevole augurio, i sacerdoti si tagliavano un dito con un punteruolo o un rasoio per placare gli Dei coll'effusione del proprio sangue.